# Svilengrad
Svilengrad (en búlgaro: Свиленград) es una ciudad en el sur de Bulgaria, el centro administrativo del municipio de Svilengrad, provincia de Haskovo. La ciudad está situada cerca de la frontera con Turquía y Grecia.

## Geografía
Se encuentra a una altitud de 55 m s. n. m. a 291 km de la capital nacional, Sofía.

## Demografía
Según estimación 2013 contaba con una población de 17 507 habitantes.
|         | 2004   | 2005   | 2006   | 2007   | 2008   | 2009   | 2010   | 2011   | 2012  |
| Mujeres | 9 567  | 9 501  | 9 485  | 9 428  | 9 366  | 9 308  | 9 231  | 9 196  | 9 191 |
| Varones | 9 251  | 9 199  | 9 127  | 9 017  | 8 941  | 8 824  | 8 774  | 8 869  | 8 896 |
| Total   | 18 818 | 18 700 | 18 162 | 18 445 | 18 307 | 18 132 | 18 005 | 18 065 | 18087 |